# Посольство Канады в России
Посольство Канады в России (англ. Embassy of Canada to Russia, фр. Ambassade du Canada en Russie) — дипломатическая миссия Канады в России, расположена в Москве в Арбате на Смоленской набережной, в здании Посольства Великобритании.
- Адрес посольства: 121099, Москва, площадь Луганской Народной Республики, вл. 1 (этаж 3-4)
- Чрезвычайный и полномочный посол Канады в Российской Федерации: Сара Тейлор.
- Индекс дипломатических номеров: 003.

## Особняк Казакова
С 1950-х годов по 2023 год Посольство располагалось в особняке Н. И. Казакова, который был сооружён в 1898 году по проекту московского архитектора К. К. Гиппиуса (1864—1941), мастера эклектики и модерна —  Объект культурного наследия народов РФ регионального значения. Рег. № 771420280560005 (ЕГРОКН). Объект № 7731174000 (БД Викигида).
- Старое здание посольства Канады, Староконюшенный переулок, д. 23

## Аккредитация
В юрисдикцию Посольства входят Россия, Армения и Узбекистан. Помимо этого, Посольство предоставляет визовые услуги жителям Белоруссии, Казахстана, Киргизии и Таджикистана, а также Армении и Узбекистана.

## Послы Канады в России
| - Леолин Уилгресс (1942—1947) - Джон Холмс (1947—1948, врем. поверенный) - Джон Уоткинс (1948—1951, врем. поверенный) - Роберт Форд (1951—1954) - Джон Уоткинс (1954—1956) - Дэвид Джонсон (1956—1961) - Арнольд Смит (1961—1963) - Роберт Форд (1964—1980) - Джеффри Пирсон (1980—1983) - Питер Робертс (1983—1986) - Вернон Тёрнер (1986—1990) - Майкл Белл (1990—1991) | - Майкл Белл (1991—1992) - Джереми Кинсман (1992—1996) - Энн Лихи (1996—1999) - Родни Ирвин (1999—2003) - Кристофер Уэстдал (2003—2006) - Ральф Лисишин (2006—2010) - Джон Слоан (2010—2013) - Джон Кур (2013—2018) - Стефан Жобен (2018—2019, врем. поверенный) - Элисон Леклер (2019—2023) - Сара Тейлор (с 2023) |